# Браун, Дэвид (предприниматель)
Дэ́вид Бра́ун (англ. David Brown; 10 мая 1904 года, Хаддерсфилд — 3 сентября 1993 года, Монте-Карло) — английский предприниматель-индустриалист, управляющий директор фамильной фирмы David Brown Limited. Также в определённый период был владельцем автомобильной компании Aston Martin Lagonda Ltd и кораблестроительной компании Vosper Thornycroft.

## Биография
Дэвид Браун родился в Хаддерсфилде (Йоркшир, Англия) 10 мая 1904 года. Сразу после окончания учёбы в качестве ученика вошёл в семейный бизнес. В 1931 году, после смерти Перси Брауна (дяди Дэвида), стал руководящим директором David Brown Limited, а его отец Фрэнк — председателем.
Браун стремился сотрудничать с зарубежными фирмами. Так, в 1934 году было начато сотрудничество с австралийской фирмой Richardson Gear Ltd. В 1935 году он запатентовал танковую трансмиссию Меррит-Брауна. Браун также начал совместно с ирландским инженером Гарри Фергюсоном производить тракторы в 1936 году, однако скоро занялся этим делом самостоятельно, так как у них с Фергюсоном были различные взгляды на дизайн. В годы Второй мировой войны компания Брауна произвела около 10 000 единиц зубчатой передачи для танков, годы войны были периодом активности фирмы.

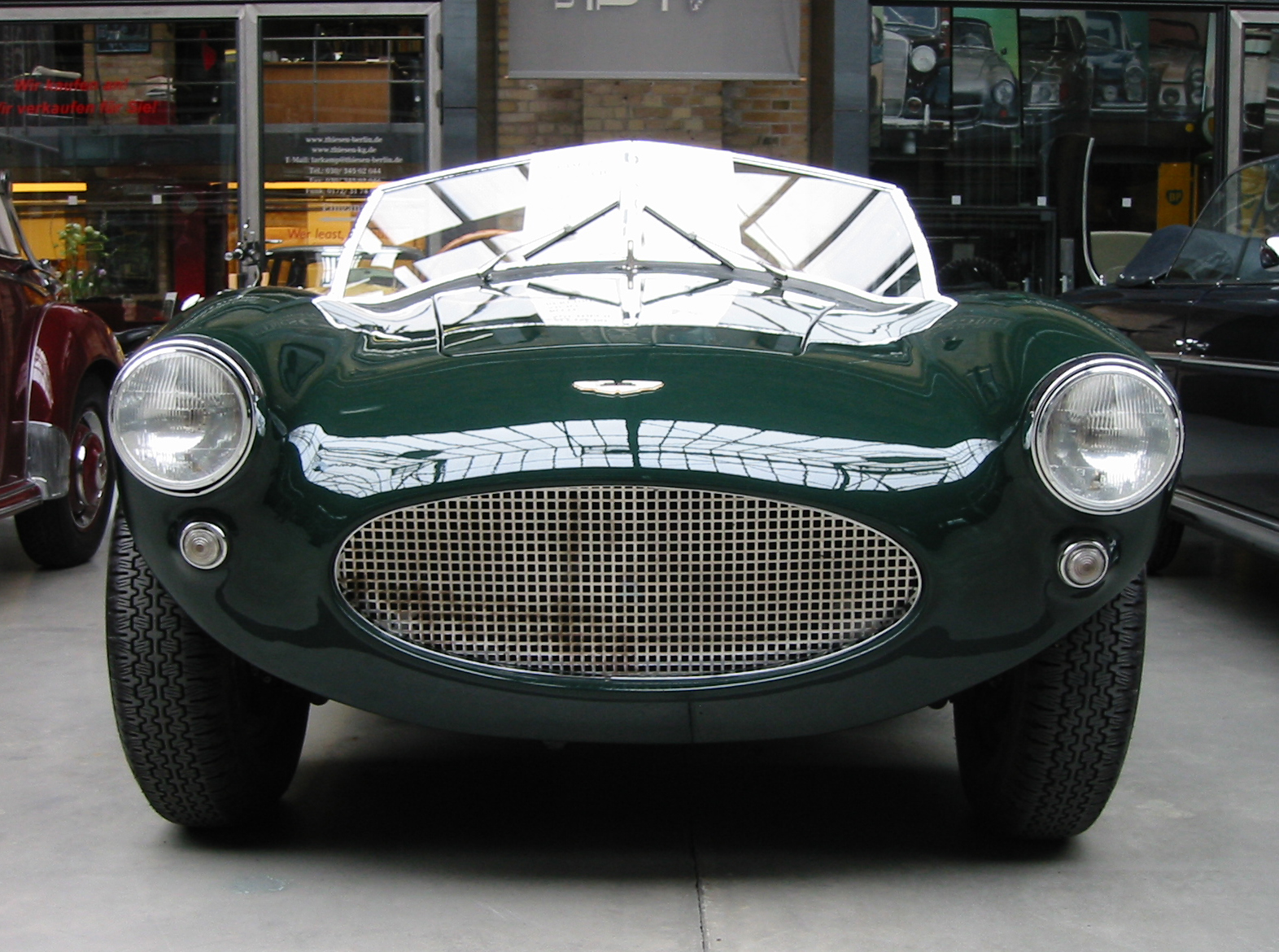
Aston Martin DB1 Spa

В 1946 году Браун увидел в The Times объявление о продаже компании Aston Martin всего за 30 000 фунтов стерлингов, ему удалось приобрести компанию за 20 500 фунтов. Через год, по совету друга, Браун приобрёл компанию Lagonda за 52 500 фунтов и объединил её с Aston Martin. В 1954 году производство автомобилей Aston Martin Lagonda переместилось на завод в Ньюпорт-Пагнелл, который принадлежал в то время фирме по разработке и производству кузовов автомобилей Tickford, приобретённой Брауном на следующий год — в 1955 году.
Именно при Дэвиде Брауне в названиях новых Aston Martin появилась аббревиатура «DB». При нём были выпущены DB1, DB2, DB4, DB5 и др. В то же время, находясь у руля компании Aston Martin, Браун использовал в качестве личного транспорта автомобиль конкурента — Jaguar XJ Series I.
Из-за финансовых трудностей, испытываемых компанией, в 1972 году Браун продал Aston Martin Бирмингемскому консорциуму Company Developments, возглавляемому в то время Уильямом Уилсоном.
В 1980-х компания David Brown Ltd сосредоточилась на производстве деталей для военных кораблей. Было сделано около 120 коробок передач для 64 кораблей.
Сэр Дэвид Браун скончался 3 сентября 1993 года в Монте-Карло.